# Adam Smith (Snowboarder)
Adam N. Smith (* 7. September 1980 in Modesto, Kalifornien) ist ein US-amerikanischer Snowboarder. Seine Schwerpunkte sind die Alpindisziplinen Parallelslalom und Parallel-Riesenslalom, zu Beginn war er als Allrounder in allen Disziplinen am Start.
Adam Smith begann gleich nach der High School eine Karriere als professioneller Snowboarder. Smith ist ledig und lebt in Bend in Oregon. In seiner sportlichen Laufbahn hat er schon zwei schwere Verletzungen der Wirbelsäule überstanden. Mit fast einhundert Weltcupeinsätzen gehört er zu den international erfahrensten Athleten.

## FIS-Rennen, Continental-Cup und Nor-Am Cup
Als Vierzehnjähriger sammelte Smith bei FIS-Rennen in Sun Valley (Blaine County (Idaho)) und im Sugarloaf Ski Resort im Franklin County (Maine) erste internationale Wettbewerbserfahrung in Parallelslalom und Parallel-Riesenslalom. Auch 1996 startete er bei FIS- und Continental-Cup-Rennen in seiner Heimat, dabei auch zum ersten und einzigen Mal in der Halfpipe. Sein bestes Ergebnis bis dahin war Platz 25. Nachdem er 1997 nur ein Rennen bestritt, gelangen ihm in der Saison 1998/1999 der erste Podestplatz und Sieg. Im Januar 1999 wurde er Zweiter bei einem Continental-Cup-Rennen im Snowboardcross und kurz danach gewann er den FIS-Riesenslalom in Snowmass (Colorado); bis zum Saisonende folgten weitere Spitzenergebnisse mit Top-Ten-Platzierungen, auch sein Weltcup-Debüt fiel in diese Zeit. Er etablierte sich als einer der Spitzenfahrer in den alpinen Disziplinen Slalom, Parallelslalom, Riesenslalom, Parallel-Riesenslalom und Super-G auf dem Snowboard und belegte bei mehr als der Hälfte seiner Rennen einen Platz unter den ersten Zehn. Insgesamt sechzehn Podiumsplätze mit vier Siegen weist seine Statistik bis zum Ende der Saison 2007/2008 aus, der letzte davon in Bromley bei einem Rennen des Nor-Am Cup.

## Im Weltcup
Im Weltcup debütierte er in der Saison 1998/1999 mit einem 30. Platz beim Super-G am Mount Bachelor in seiner Heimat Oregon. Weitere fünf Rennen in der Saison folgten, aber es dauerte bis zum nächsten Winter, dass er einen Top-Ten-Platz schaffte. Zwei siebte Plätze in Sapporo, einer beim Boardercross, der andere im Parallel-Riesenslalom innerhalb von zwei Tagen waren seine besten Resultate. Die Saison 2000/2001 verlief enttäuschend mit hinteren Rängen und einigen Ausfällen. Lediglich Platz acht beim Cross – wieder in Sapporo – war ein Spitzenergebnis. In der Folgesaison pausierte Smith im Weltcup und konzentrierte sich auf FIS- und Nordamerika-Cup-Rennen in Kanada und den Vereinigten Staaten. Bei der Qualifikation für die Olympischen Winterspiele 2002 verletzte er sich am Rücken. Diese Verletzung kostete in die Olympiateilnahme und warf ihn auch insgesamt erheblich zurück. Bei FIS-Rennen konnte er seine Form wiedergewinnen, dennoch blieb ein vierzehnter Platz das beste Ergebnis der nacholympischen Saison. Wesentlich erfolgreicher verlief dafür die Saison 2003/2004, in der er endlich seinen ersten Weltcup-Sieg feiern konnte. Der Sieg beim Parallelslalom in Landgraaf ragt aus einer starken Saison mit drei Top-Ten- und weiteren guten Platzierungen im Mittelfeld heraus. Mit Platz sechzehn in der Disziplinwertung des Gesamtweltcups schlug sich das auch im Saisonergebnis nieder. Denselben Gesamtrang schaffte er 2005, als er zwar keinen Podestplatz erreichte, aber noch ausgeglichener in die Punkteränge fuhr. Obwohl die Saison 2005/2006 mit dem dritten Rang in Landgraaf begann, war sie insgesamt schwächer als die beiden Jahre zuvor. Auch 2007 war weniger erfolgreich. Erst 2007/2008 brachte wieder Resultate im Spitzenbereich, so unter anderem Platz drei beim zweiten Saisonrennen in Sölden, den Disziplinweltcup schloss Smith auf Platz 21 ab.
Die Saison 2009 begann Smith gleich beim Auftakt mit einem zweiten Platz in Landgraaf im Slalom. In Limone Piemonte wurde er Elfter im Riesenslalom und erzielte beim Slalom in Arosa mit dem siebten Platz erneut ein Top-Ten-Resultat.

## Weltmeisterschaften
Bisher nahm Smith an vier Weltmeisterschaften teil, 2001 in Madonna di Campiglio stand dem neunzehnten Platz im Parallel-Riesenslalom ein Ausfall beim Parallelslalom gegenüber. 2003 in Kreischberg wurde er 20. im Slalom und konnte zwei Jahre später mit dem vierten Platz im Riesenslalom von Whistler Mountain sein bestes Ergebnis feiern. Im Slalom trat er dabei nicht an, untermauerte aber seine Zugehörigkeit zur Weltspitze beim zwölften Platz in diesem Wettbewerb in Arosa 2007.

## Erfolge
- 2003 Sieg beim Weltcup in Landgraaf im Parallelslalom
- 2005 Platz 3 beim Weltcup in Landgraaf im Parallelslalom
- 2005 Platz 4 bei den Weltmeisterschaften in Whistler Mountain im Parallel-Riesenslalom
- 2007 Platz 3 beim Weltcup in Sölden im Parallel-Riesenslalom
- 2008 Platz 2 beim Weltcup in Landgraaf im Parallelslalom